# Jan Haanstra
Jan Wijbrandus Haanstra (Rotterdam, circa maart 1937 – Grootebroek, 4 juni 2006) was een Nederlands politicus voor de VVD.
Van 1974 tot 1981 was hij wethouder van de Zuid-Hollandse gemeente Alphen aan den Rijn. Vervolgens was hij van 1981 tot 2002 burgemeester van de Noord-Hollandse gemeente Stede Broec. Weliswaar ging hij in 2002 met pensioen maar bleef toch nog tot en met 2003 vanwege een op handen zijnde gemeentelijke herindeling als waarnemend burgemeester aan deze plaats verbonden.
Op 17 april 2001 kwam Haanstra in het nieuws toen hij bij thuiskomst na een raadsvergadering door een onbekende man in het gezicht werd geschoten. Hij werd overgebracht naar het Westfries Gasthuis in Hoorn, maar de gevolgen waren niet ernstig. De dader is nooit achterhaald.
Eerder, in 1999, overleden 32 mensen aan de gevolgen van legionella, die ze hadden opgelopen bij hun bezoek aan de in Stede Broec gelegen Westfriese Flora. Hij was toen zowel burgemeester als bestuursvoorzitter van de Flora.
Jan Haanstra overleed op 69-jarige leeftijd aan kanker.